# Kim Tae-ri
Kim Tae-ri (en hangul, 김태리; 24 de abril de 1990) es una actriz surcoreana.

## Biografía
Kim Tae-ri nació el 24 de abril de 1990 en Seúl. Después de graduarse de Youngshin Nursing Business High School, Kim estudió Periodismo y Comunicación en la Universidad Kyung Hee de 2008 a 2012. Kim se inspiró para convertirse en actriz en su segundo año de universidad después de unirse a un club de teatro universitario.
El 2 de marzo de 2022, su agencia anunció que había dado positivo a COVID-19.

## Carrera
Es miembro de la agencia Management mmm. Previamente formó parte de la agencia J-Wide Company (제이와이드컴퍼니).
Comenzó su carrera participando en producciones de teatro y modelando en anuncios de televisión.
Debutó en la película La doncella (2016) del director Chan-Wook Park, para la cual fue elegida de entre más de 1.500 candidatas que audicionaron para el papel. Park tuvo la primera impresión de que le recordaba fuertemente su primer encuentro con la actriz Kang Hye-jung, quien impulsó su carrera con la película Oldboy (2003) también dirigida por él .
En 2017 tuvo un papel destacado en la película1987: When the Day Comes con el personaje de Yeon-hee, una estudiante universitaria que se ve implicada en los hechos que desencadenaron el Levantamiento Democrático de Junio, revuelta popular contra la dictadura que tuvo lugar en el año del título. Al año siguiente protagonizó el largometraje Little Forest, con el papel de una joven que abandona Seúl para volver a su casa en el campo, cambiando radicalmente de vida. Con este personaje ganó varios premios como mejor actriz.
En mayo de 2019 se anunció que se había unido al elenco principal de la película de ciencia ficción Barrenderos espaciales. En agosto del mismo año se anunció que se había unido al elenco principal de la nueva película de ciencia ficción Alienoid del director Choi Dong-hoon. La película se estrenó en 2022.
En septiembre de 2021 se confirmó que se había unido al elenco principal de la serie Veinticinco, veintiuno, que se estrenó el 12 de febrero de 2022, y donde da vida a Na Hee-do, una mujer que es seleccionada para el equipo nacional de esgrima.
Su siguiente proyecto en televisión es la serie de SBS The Devil, cuyo reparto se confirmó en septiembre de 2022, y en la que Kim interpreta a Gu San-young, una joven que se ve envuelta en una sucesión de muertes misteriosas a su alrededor. El lanzamiento de la serie está previsto para 2023.

## Filmografía

### Series de televisión
| Año  | Título                       | Papel          | Red | Notas              | Ref.          |
| ---- | ---------------------------- | -------------- | --- | ------------------ | ------------- |
| 2016 | Entourage                    | Ella misma     | tvN | Cameo (episodio 1) |               |
| 2018 | Mr. Sunshine                 | Ko Ae-shin     | tvN |                    | [ 18 ]        |
| 2022 | Veinticinco, veintiuno       | Na Hee-do      | tvN |                    | [ 19 ] [ 20 ] |
| 2023 | Revenant                     | Koo San-young  | SBS |                    | [ 17 ] [ 21 ] |
| 2024 | Jeongnyeon: The Star Is Born | Yoon Jung-nyun | tvN |                    | [ 22 ] [ 23 ] |

### Cine
| Año   | Título                         | Hangul        | Rol           | Notas                      | Ref.                |
| ----- | ------------------------------ | ------------- | ------------- | -------------------------- | ------------------- |
| 2010  | Citizen Zombie                 | 시민좀비      | Artista       | Cortometraje               |                     |
| 2014  | What Are You Looking At?       | 뭐보노?       | Estudiante    | Cortometraje               |                     |
| 2015  | Who Is It?                     | 누구인가      |               | Cortometraje               |                     |
| 2015  | Lock Out                       | 락아웃        | Mujer         | Cortometraje               |                     |
| 2015  | Moon-young                     | 문영          | Moon-young    | Cortometraje               | [ 25 ] [ 26 ]       |
| 2016  | La doncella                    | 아가씨        | Nam Sook-hee  |                            |                     |
| 2017  | 1987: When the Day Comes       | 1987          | Yeon-hee      |                            | [ 27 ]              |
| 2018  | Little Forest                  | 리틀 포레스트 | Hye-won       |                            | [ 8 ] [ 28 ] [ 29 ] |
| 2021  | Barrenderos espaciales         | 승리호        | Capitana Jang |                            |                     |
| 2022  | Alienoid                       | 외계+인 1부   | Lee Ahn       |                            | [ 12 ]              |
| 2024  | Alienoid: Return to the Future | 외계+인 2부   | Lee Ahn       |                            | [ 30 ] [ 31 ]       |
| Prog. | Lost in Starlight              |               | Nan-young     | Película de animación, voz | [ 32 ]              |

### Revistas / sesiones fotográficas
| Año  | Título            | Notas                             |
| ---- | ----------------- | --------------------------------- |
| 2016 | High Cut Magazine | junto a Ha Jung-woo y Kim Min-hee |

## Premios y nominaciones
| Año  | Premio                                               | Categoría                                                                  | Nominación                   | Resultado | Ref.          |
| ---- | ---------------------------------------------------- | -------------------------------------------------------------------------- | ---------------------------- | --------- | ------------- |
| 2016 | 16th Director's Cut Awards                           | Mejor Actriz Revelación                                                    | La doncella                  | Ganadora  | [ 34 ]        |
| 2016 | 25th Buil Film Awards                                | Mejor Actriz Revelación                                                    | La doncella                  | Ganadora  | [ 35 ]        |
| 2016 | 17th Busan Film Critics Awards                       | Mejor Actriz Revelación                                                    | La doncella                  | Ganadora  |               |
| 2016 | 37th Blue Dragon Film Awards                         | Mejor Actriz Revelación                                                    | La doncella                  | Ganadora  | [ 36 ]        |
| 2016 | 17th Women in Film Korea Festival                    | Mejor Actriz Revelación                                                    | La doncella                  | Ganadora  | [ 37 ]        |
| 2017 | 8th Korean Film Reporters Association Awards (KOFRA) | Mejor Actriz Revelación                                                    | La doncella                  | Ganadora  | [ 38 ]        |
| 2017 | 6th Marie Claire Film Festival                       | Mejor Debutante                                                            | La doncella                  | Ganadora  |               |
| 2017 | 11th Asian Film Awards                               | Mejor Debutante                                                            | La doncella                  | Ganadora  | [ 39 ]        |
| 2017 | 53rd Baeksang Arts Awards                            | Mejor Actriz Revelación (película)                                         | La doncella                  | Nominada  |               |
| 2017 | 22nd Chunsa Film Art Awards                          | Mejor Actriz Revelación                                                    | La doncella                  | Nominada  |               |
| 2017 | 2nd Asia Artist Awards                               | Mejor Artista                                                              |                              | Ganadora  | [ 40 ]        |
| 2018 | Buil Film Awards                                     | Mejor Actriz                                                               | Little Forest                | Nominada  | [ 41 ]        |
| 2018 | Director's Cut Awards                                | Mejor Actriz                                                               | Little Forest                | Ganadora  | [ 42 ]        |
| 2018 | Korea World Youth Film Festival                      | Estrella Popular                                                           | Little Forest                | Ganadora  | [ 43 ]        |
| 2018 | 54th Baeksang Arts Award                             | Mejor Actriz (película)                                                    | Little Forest                | Nominada  | [ 44 ] [ 45 ] |
| 2018 | University Film Festival of Korea                    | Mejor Actriz                                                               | Little Forest                | Ganadora  | [ 9 ]         |
| 2018 | Seoul Award                                          | Mejor Nueva Actriz en Drama                                                | Mr. Sunshine                 | Nominada  | [ 46 ] [ 47 ] |
| 2018 | Seoul Award                                          | Mejor Nueva Actriz Secundaria en Película                                  | 1987: When the Day Comes     | Nominada  | [ 46 ] [ 47 ] |
| 2018 | 6th APAN Star Award                                  | Mejor Actriz Revelación                                                    | Mr. Sunshine                 | Ganadora  | [ 48 ]        |
| 2019 | 55th Baeksang Arts Awards                            | Mejor Actriz (televisión)                                                  | Mr. Sunshine                 | Nominada  | [ 49 ]        |
| 2019 | 24th Chunsa Film Art Awards                          | Mejor Actriz                                                               | Little Forest                | Nominada  | [ 50 ]        |
| 2022 | 58th Baeksang Arts Award                             | Mejor Actriz                                                               | Veinticinco, veintiuno       | Ganadora  | [ 51 ] [ 52 ] |
| 2022 | 58th Baeksang Arts Award                             | Premio a la popularidad                                                    | Veinticinco, veintiuno       | Ganadora  | [ 53 ]        |
| 2022 | Brand of the Year Awards                             | Mejor Actriz                                                               | —                            | Ganadora  | [ 54 ]        |
| 2022 | 8th APAN Star Award                                  | Mejor Actriz en miniserie                                                  | Veinticinco, veintiuno       | Nominada  | [ 55 ]        |
| 2022 | 13th Korea Drama Awards                              | Gran Premio (Daesang)                                                      | Veinticinco, veintiuno       | Nominada  | [ 56 ] [ 57 ] |
| 2023 | SBS Drama Awards                                     | Gran Premio (Daesang)                                                      | Revenant                     | Ganadora  | [ 58 ]        |
| 2023 | SBS Drama Awards                                     | Premio a la gran excelencia, Actriz en miniserie de género/drama de acción | Revenant                     | Nominada  | [ 59 ]        |
| 2025 | 61.os Premios Baeksang Arts                          | Mejor actriz (televisión)                                                  | Jeongnyeon: The Star Is Born | Pendiente | [ 60 ] [ 61 ] |